# Мухаммед Явда
Мухаммед Явда (д/н— 1795) — 4-й колак (правитель) султанату Вадаї в 1745—1795 роках. Повне ім'я Мухаммед Явда Харіф аль-Тіман. Також відомий як Джоба Сабун.

## Життєпис
Походив з династії Аль-Абассі. Про молоді роки обмаль відомостей Посів трон 1745 року. Розпочав активну загарбницьку політику, спрямовану проти південних поганських племен, які в Вадаї називали дженахіра. Її він проводив під гаслом боротьби з невірним та ісламізацією. Успішни походи стали приносити чималу здобич, насамперед рабів.
Також колаку після нетривалої війни підкорити державу племені тунджу з містом Мондо (на кордоні з областю Канем). 1790 року домігся здобуття незалежності від Дарфура. В результаті подальших дій кордони держави на заході стали межувати з імперією Борну, на сході — з Дарфурським султанатом, на південному сході — з Бахром і Саламатом.
Остаточно закріпив принцип спадковості влади від батька до сина. Помер Мухаммед Явда 1795 року. Йому спадкував син Мухаммед Саліх Деррет.